# Beroe (okeanida)
Beroe alternatywnie Beruit lub Amymone (gr.  Βεροη trb. Beroê) – w mitologii greckiej jedna z okeanid, córka tytana Okeanosa i tytanidy Tetydy. Beroe razem z inną okeanidą trenowała Kyrene, która mieszkała w pobliżu góry Pelion, w południowo-wschodniej części Tesalii w środkowej Grecji. Jest uważana za boginię miasta  Beruit (obecnie Bejrut) w Fenicji (dzisiejszy Liban) i z nią wiązana jest historia jego powstania. W chwili narodzenia, gdy jej matka wyniosła ją z wody miała nosić imię Amymone. 
W mitologii greckiej występuje kilka postaci o imieniu Beroe.

## W kulturze
- Nonnos z Panopolis,  Dionysiaca 41. 51 ff, Beruit the oldest of cities
- Wergiliusz, Georgics, 4.333